# Europsko prvenstvo u vaterpolu – Firenca 1999.
Europsko prvenstvo u vaterpolu 1999. godine se održalo u Firenci, u Italiji.
Održalo se od 2. do 12. rujna 1999.

## Sudionici
skupina "A": Grčka, Hrvatska, Mađarska, Slovačka, Slovenija, Italija
skupina "B": Nizozemska, Njemačka, Rumunjska, Rusija, Srbija i Crna Gora, Španjolska

## Natjecateljski sustav
Igralo se u dva kruga. U prvom krugu se igralo u dvije skupine s po šest momčadi po jednokružnom ligaškom sustavu. Najbolje četiri iz svake skupine su išle u drugi krug.
U drugom krugom krugu se igralo po kup-sustavu unakrižno. 

## Sastavi sudionica
- Grčka: Deligiannis, Kaiafas, Mazis, Laudis, Mavrotas, Platantis, Chatzitheodorou, Kolakonas, Afroudakis, Lorandos, Thomakos, Reppas, Dandolos. Trener: Kyriakos Iosifidis. Pom. tr.: Panagiotis Michalos.
- Italija: Gerini, Postiglione, Binchi, Bencivenga, A. Calcaterra, R. Calcaterra, Vittorioso, Angelini, Mangiante, Francesco Riccadonna, Attolico, Mammarella, Sottani, Silipo, Ghibellini. Trener: Ratko Rudić Pom. tr.: Ferdinando Pesci.
- Hrvatska: Školneković, Padovan, Đogaš, Šimenc, Sarić, Štritof, Smodlaka, Ivaniš, Bošković, Barać, Hinić, Vićan, Kobešćak, Jerković, Letica. Trener: Neven Kovačević. Pom. tr.: Vojko Šegvić, Zoran Kačić.
- Mađarska: Benedek, Cs. Kiss, Kovacs, Kósz, Toth, Martz, Varga, Kásás, Vári, G. Kiss, Szekely, Fodor, Vincze, Steinmetz, Molnár, Biros. Trener: Dénes Kemény Pom. tr.: Jozsef Dubecz.
- Nizozemska: Bikkel, Booij, Zuidweg, Vermullen, Van der Meer, De Bruijn, De Jong, Havekotte, Van de Bunt, Uri, Havenga, Silvis, Stoffels. Trener: Johan Aantjes Pom. tr.: Tom Aalmoes.
- Njemačka: De la Pena, Dierolf, Ingenlath, Kaiser, Mackeben, Pohlmann, Politze, Reimann, Reinhardt, Schertwitis, Tchigir, Tomanek-Tobias, Weissinger, Wollthan, Zellmer. Trener: Uwe Sterzik. Pom. tr.: Dirk Hohenstein.
- Rusija: Balačov, Dugujin, Jeryčov, Jevstignejev, Jacev, Ivanov, Kozlov, Zinnurov, Zakirov, Čomakidze, Stratan, Smirnov, Slatvicki, Panfili, Kravčenko. Trener: Boris Popov. Pom. tr.: Maijt Riijsman.
- Rumunjska: Andre, Angelescu, Totolici, Sanda, Bonca, Cretu , Dinu, Rath, Radu, Musat, Georgescu, Hagiu, Iosep, Lisac, Moldvai. Trener: Corneliu Rusu. Pom. tr.: Liviu Raducanu.
- Slovačka: S. Gergely, Nizny, Novaček, Hrošik, Veszelits, Nagy, Baco, Cipov, Gyurcsi, M. Gergely, Charin, Kaid, Zatovič, Gogola. Trener: Ladislav Bottlik. Pom. tr.: Ladislav Vidumanski.
- Slovenija: Bjelofastov, Hajdinjak, Homovec, Seljak, Nastran, Avdić, Peranović, Galić, Bukovac, Josip Vezjak, Tropan, Štromajer, Balderman. Trener: Igor Štirn. Pom. tr.: Tomo Balderman.
- Srbija i Crna Gora: Jovanović, Trbojević, Petrović, Maljković, Savić, Ikodinović, Vičević, Uskoković, Ćirić, Peković, Janović, Vukanić, Radić. Trener: Nikola Stamenić Pom. tr.: Petar Porobić
- Španjolska: Andreu, Ballart, Estiarte, C. Garcia, P. Garcia, Sans, Sanchez-Toril, Rollan, Salazar, Perez, Pedrerol, Moro, Marcos, Hernandez, Gomez. Trener: Juan Jane Pom. tr.: Antonio Aparicio

## Natjecanje

### Skupina "A"
|    | Momčad    | Ut | Pb | N | Pz | Pos | Pri | RP  | Bod |
| -- | --------- | -- | -- | - | -- | --- | --- | --- | --- |
| 1. | Mađarska  | 5  | 4  | 1 | 0  | 46  | 25  | +21 | 9   |
| 2. | Hrvatska  | 5  | 4  | 0 | 1  | 40  | 30  | +10 | 8   |
| 3. | Italija   | 5  | 3  | 1 | 1  | 35  | 22  | +13 | 7   |
| 4. | Grčka     | 5  | 2  | 0 | 3  | 32  | 32  | 0   | 4   |
| 5. | Slovačka  | 5  | 1  | 0 | 4  | 29  | 43  | –14 | 2   |
| 6. | Slovenija | 5  | 0  | 0 | 5  | 26  | 46  | –20 | 0   |

- četvrtak, 2. rujna 1999.

| Grčka    | 9 : 5 | Slovenija |
| Slovačka | 7 : 9 | Hrvatska  |
| Italija  | 7 : 7 | Mađarska  |

- petak, 3. rujna 1999.

| Grčka     | 8 : 3  | Slovačka |
| Slovenija | 3 : 11 | Mađarska |
| Hrvatska  | 7 : 6  | Italija  |

- subota, 4. rujna 1999.

| Slovačka | 8 : 7 | Slovenija |
| Mađarska | 7 : 6 | Hrvatska  |
| Italija  | 7 : 6 | Grčka     |

- nedjelja, 5. rujna 1999.

| Slovenija | 4 : 9 | Hrvatska |
| Grčka     | 3 : 8 | Mađarska |
| Slovačka  | 5 : 6 | Italija  |

- ponedjeljak, 6. rujna 1999.

| Mađarska | 13 : 6 | Slovačka  |
| Hrvatska | 9 : 6  | Grčka     |
| Italija  | 9 : 7  | Slovenija |

### Skupina "B"
|    | Momčad             | Ut | Pb | N | Pz | Pos | Pri | RP  | Bod |
| -- | ------------------ | -- | -- | - | -- | --- | --- | --- | --- |
| 1. | Španjolska         | 5  | 4  | 0 | 1  | 44  | 33  | +11 |     |
| 2. | Rusija             | 5  | 3  | 0 | 2  | 39  | 33  | +6  | 6   |
| 3. | Srbija i Crna Gora | 5  | 2  | 1 | 2  | 36  | 33  | +3  | 5   |
| 4. | Njemačka           | 5  | 2  | 1 | 2  | 26  | 29  | :3  | 5   |
| 5. | Rumunjska          | 5  | 1  | 1 | 3  | 29  | 32  | :3  | 3   |
| 6. | Nizozemska         | 5  | 1  | 1 | 3  | 25  | 32  | :7  | 3   |

- četvrtak, 2. rujna 1999.

| Njemačka   | 4 : 9  | Španjolska         |
| Nizozemska | 7 : 10 | Rusija             |
| Rumunjska  | 5 : 7  | Srbija i Crna Gora |

- petak, 3. rujna 1999.

| Rumunjska          | 3 : 5  | Njemačka   |
| Srbija i Crna Gora | 8 : 9  | Rusija     |
| Španjolska         | 11 : 8 | Nizozemska |

- subota, 4. rujna 1999.

| Nizozemska | 4 : 4 | Rumunjska          |
| Rusija     | 4 : 6 | Španjolska         |
| Njemačka   | 3 : 3 | Srbija i Crna Gora |

- nedjelja, 5. rujna 1999.

| Njemačka           | 7 : 8  | Nizozemska |
| Rumunjska          | 7 : 8  | Rusija     |
| Srbija i Crna Gora | 7 : 10 | Španjolska |

- ponedjeljak, 6. rujna 1999.

| Nizozemska | 6 : 11 | Srbija i Crna Gora |
| Španjolska | 8 : 10 | Rumunjska          |
| Rusija     | 6 : 7  | Njemačka           |

## Četvrtzavršnica
- srijeda, 8. rujna 1999 .

| Rusija     | 6 : 7              | Italija            |
| Hrvatska   | 9 : 7 (produžetci) | Srbija i Crna Gora |
| Španjolska | 6 : 7              | Grčka              |
| Mađarska   | 15 : 4             | Njemačka           |

## Poluzavršnica
- četvrtak, 9. rujna 1999. — za odličja

| Grčka    | 7 : 10 | Hrvatska |
| Mađarska | 7 : 5  | Italija  |

- četvrtak, 9. rujna 1999. — razigravanje za poredak

| Njemačka           | 7 : 8 | Rusija     |
| Srbija i Crna Gora | 5 : 8 | Španjolska |

## Za poredak
- srijeda, 8. rujna 1999. — za 11. mjesto

| Nizozemska | 7 : 8 | Slovenija |

- srijeda, 8. rujna 1999. — za 9. mjesto

| Rumunjska | 9 : 8 (produžetci) | Slovačka |

- petak, 10. rujna 1999. — za 7. mjesto

| Njemačka | 5 : 8 | Srbija i Crna Gora |

- petak, 10. rujna 1999. — za 5. mjesto

| Rusija | 14 : 12 | Španjolska |

- subota, 11. rujna 1999. — za brončano odličje

| Italija | 7 : 6 | Grčka |

- subota, 11. rujna 1999. — za zlatno odličje

| Mađarska | 15 : 12 |  |

## Nagrade
- najkorisniji igrač:

- najbolji vratar:

- najbolji strijelac:

| Mj. | Najbolji strijelci  | Pogodaka |
| --- | ------------------- | -------- |
| 1.  | Salvador Gómez      | 16       |
| 2.  | Manuel Estiarte     | 14       |
| 2.  | Tamás Kásás         | 14       |
| 2.  | Revaz Čomakidze     | 14       |
| 5.  | Aleksandr Jerišev   | 13       |
| 5.  | Sven Reinhardt      | 13       |
| 7.  | Georgios Afroudakis | 12       |
| 7.  | Gejza Gyurcsi       | 12       |
| 7.  | Juan Perez          | 12       |
| 7.  | Carlo Silipo        | 12       |
| 7.  | Irek Zinnurov       | 12       |

## Konačni poredak
| Mj. | Momčad             |
| --- | ------------------ |
| 1.  | Mađarska           |
| 2.  | Hrvatska           |
| 3.  | Italija            |
| 4.  | Grčka              |
| 5.  | Rusija             |
| 6.  | Španjolska         |
| 7.  | Srbija i Crna Gora |
| 8.  | Njemačka           |
| 9.  | Rumunjska          |
| 10  | Slovačka           |
| 11. | Slovenija          |
| 12. | Nizozemska         |

| Pobjednici                |
| ------------------------- |
| Mađarska Dvanaesti naslov |